# HD 87883 b
HD 87883 b es un planeta extrasolar que orbita la estrella de tipo K de la secuencia principal HD 87883, localizo aproximadamente a 59 años luz de distancia en la constelación de Leo Minor. Se trata de un planeta con un largo periodo orbital de más de 7 años con un semieje mayor de 3,60 UA. Sin embargo, este planeta tiene una orbita muy excéntrica, oscilando la distancia entre 1,69 UA hasta 5,51 UA. Este planeta fue detectado por el método de la velocidad radial el 13 de agosto de 2009.